# Tolka
Tolka (irl. An Tulcha) – rzeka w Irlandii, jedna z trzech przepływających przez Dublin (pozostałe to Liffey i Dodder).
Rzeka ma swoje źródło w okolicach Dunshaughlin w hrabstwie Meath, po czym przepływa przez Dunboyne, Mulhuddart, Blanchardstown, Finglas, następnie płynie północną częścią Dublina dzielnicami Glasnevin, Drumcondra (obok Tolka Park), Ballybough i Fairview. Wpada do Zatoki Dublińskiej w dzielnicy East Wall.